# Hinzuanius tenebrosus
Hinzuanius tenebrosus – gatunek kosarza z podrzędu Laniatores i rodziny Biantidae.